# Leucolejeunea clypeata
Leucolejeunea clypeata là một loài Rêu trong họ Lejeuneaceae. Loài này được (Schwein.) A. Evans mô tả khoa học đầu tiên năm 1907.